# Schwarzgefleckter Stichling
Der Schwarzgefleckte Stichling (Gasterosteus wheatlandi) ist eine Stichlingsart. In der durch eine enorme Zahl von verschiedenen Populationen geprägten Gattung Gasterosteus ist, neben dem bekannten Dreistachligen Stichling (G. aculeatus), der Schwarzgefleckte Stichling der einzige Stichling mit drei Rückenstacheln, dem ebenfalls Artrang eingeräumt wurde.

## Verbreitung und Lebensraum
Die Art bevorzugt flache Küstengewässer, lebt also vorwiegend marin. Zur Laichzeit zieht der Schwarzgefleckte Stichling ins Brackwasser von Flussmündungen und -unterläufen. Er teilt sich diesen Lebensraum auch mit örtlichen Vorkommen seiner Verwandten, den Vier- und Dreistachligen Stichlingen. Populationen finden sich nur an der Ostküste Nordamerikas vom nördlichen Neufundland nach Süden bis nach Long Island.

## Merkmale
Der schwarzgefleckte Stichling kann eine Gesamtlänge von 76 Millimeter erreichen, in vielen Fällen bleibt er aber deutlich kleiner. Seine äußere Erscheinung ähnelt der seines Vetters, dem Dreistachligen Stichling, sehr stark. Neben Unterschieden im Knochenbau und in der Anzahl der Kiemenreusenzähnchen, grenzt er sich vor allem durch die Ventralstacheln von diesem ab. Diese haben an ihrer Basis jeweils noch zwei kleine Nebenstacheln. Außerdem folgen auf den Hartstrahl noch zwei Weichstrahlen, beim Dreistachligen Stichling ist es meist nur einer. Auch das Brutkleid weist Unterschiede auf, zur Laichzeit ziert die hinteren Flanken der männlichen Schwarzgefleckten Stichlinge eine schwarze Musterung die für die Art namensgebend ist. Der Körper hat dann eine zitronengelbe bis grünlichgoldgelbe Grundfärbung und die Ventralstacheln sind von oranger Farbe.
Anzahl der Flossenstrahlen:
- Dorsale 1 III(IV)
- Dorsale 2 5–12
- Anale I/5–9
- Caudale 12
- Pectorale 10
- Ventrale I/2

## Verhalten
Grundsätzlich auch im Verhalten dem Dreistachligen Stichling sehr ähnlich, unterscheidet er sich jedoch in Details des Balzverhaltens von ihm. Es wird zwar ebenfalls der "Zickzack-Tanz" ausgeführt, das Männchen führt das Weibchen aber in einer anderen Körperhaltung (kopfabwärts mit nach unten gebogenem Schwanzstiel) zum Nest. Außerdem schwimmt es dabei häufig nicht direkt zum Nest wie der Dreistachliger Stichling, sondern nimmt Umwege. Begegnen sich zur Laichzeit also Männchen und Weibchen des Schwarzgefleckten und des Dreistachligen Stichlings, so versuchen sie zwar das Balzritual aufzunehmen, können aber bestimmte Balzelemente des Anderen nicht "verstehen" und die Balz wird abgebrochen. Kreuzungen zwischen beiden Arten werden auf diese Weise verhindert. Die durchschnittliche Gelegegröße schwankt je nach Population zwischen 126 und 186 Eiern. Der Schwarzgefleckte Stichling pflanzt sich nach seiner ersten und einzigen Überwinterung fort, seine Lebenserwartung beträgt etwa 1,5 Jahre.

## Besonderes
Angesichts der großen Ähnlichkeit zwischen dem Schwarzgefleckten und dem Dreistachligen Stichling und der Tatsache, dass sich beide Arten den gleichen Lebensraum teilen, ist es derzeit noch ungeklärt, wie der Schwarzgefleckte Stichling seine Eigenständigkeit als Art erreichen konnte.